# Crocidura brevicauda
Crocidura brevicauda — вид ссавців із родини Soricidae. Зустрічається в Індонезії. Це ендемік індонезійського острова Сулавесі, де він мешкає на висоті від 2300 до 2500 м над рівнем моря. Має хутро від коричнево-сірого до темно-коричневого.